# Chiesa di San Cristoforo (Polesine Zibello)
La chiesa arcipretale di San Cristoforo è un luogo di culto cattolico dalle forme barocche situato a Vidalenzo, frazione del comune sparso di Polesine Zibello in provincia di Parma e diocesi di Fidenza; è sede di una parrocchia compresa nel vicariato della Bassa Parmense.

## Storia
La prima citazione di un luogo di culto in paese risale al 1180, allorché una disputa territoriale tra le diocesi di Cremona e di Piacenza fu rimessa ai rettori delle chiese di Soarza e Vidalenzo.
Nel 1436 la chiesa vidalenzese venne sottoposta alla prepositura di San Bartolomeo di Busseto; tuttavia, conservò il privilegio del fonte battesimale e una certa autonomia.
Nel 1601 Vidalenzo entrò a far parte della diocesi di Borgo San Donnino; la nuova parrocchiale barocca venne edificata nel 1731.
Se nella seconda metà del XIX secolo varie chiese sottoposte alla collegiata di Busseto divennero indipendenti rispetto ad essa, quella di Vidalenzo dovette aspettare fino al 4 dicembre 1934 per essere resa pienamente autonoma.

## Descrizione

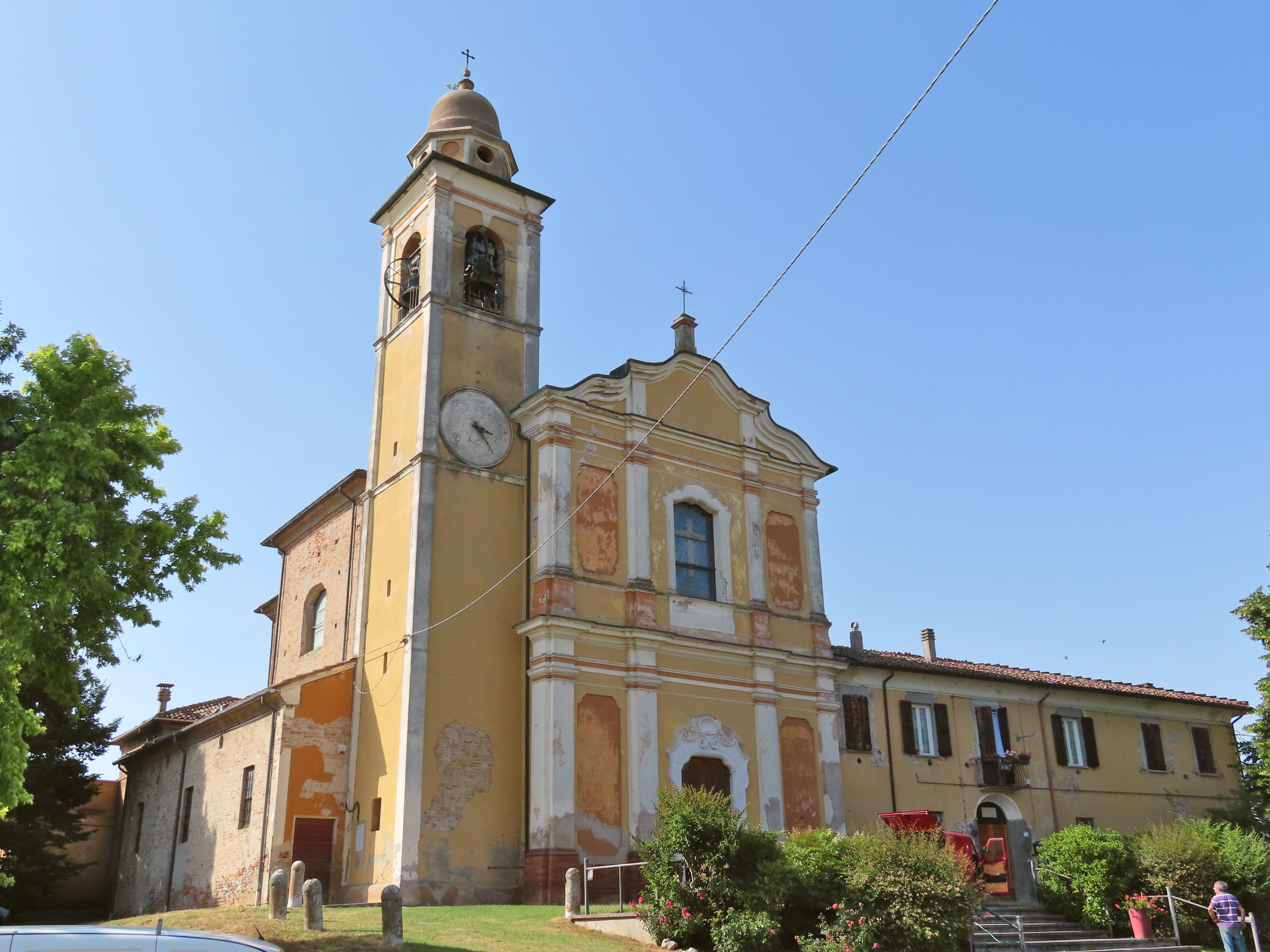
Facciata e lato sud-ovest

### Esterno
La facciata a capanna della chiesa, rivolta a sudest, è suddivisa da una cornice marcapiano in due registri, entrambi scanditi da lesene e abbelliti da specchiature; quello inferiore presenta il portale d'ingresso, mentre quello superiore è caratterizzato da una finestra e coronato dal timpano mistilineo.
Annesso alla parrocchiale è il campanile a pianta quadrata, la cui cella presenta su ogni lato una monofora a tutto sesto affiancata da lesene ed è coronata dalla cupoletta poggiante sul tamburo ottagonale.

### Interno
L'interno dell'edificio si compone di un'unica navata, sulla quale si affacciano le cappelle laterali introdotte da archi a tutto sesto e le cui pareti sono scandite da lesene sorreggenti la trabeazione modanata e aggettante sopra la quale si imposta la volta; al termine dell'aula si sviluppa il presbiterio, rialzato di un gradino, delimitato da balaustre e chiuso dalla parete di fondo.